# Boris Poljak
Boris Poljak (Split, 1959.), hrvatski filmski i televizijski snimatelj i redatelj. Živi i radi u Splitu.

## Životopis
Rodio se je u Splitu. Studirao je pravo. Član Kinokluba Split od 1978. godine. U produkciji svog kluba 1980-ih je snimio dva filma, a kao snimatelj osam eksperimentalnih filmova na super 8 i 16 mm. Od početka 1990-ih djeluje kao profesionalni filmski i televizijski snimatelj. Suorganizator Sabora  alternativnoga filma u Splitu od 1982. do 1988. godine. Supokretač Međunarodnoga festivala novoga filma i videa u Splitu.
Od snimanja televizijskog dokumentarca More nad Splitom stalno surađuje s Damirom Čučićem, koji je montažer u Poljakovim filmovima, a Poljak snimatelj u Čučićevim. Tri su eksperimentalna filma zajedno potpisali, do rujna 2013. 20-ak kratkih, uglavnom dokumentarnih i eksperimentalih filmova i jedan dugometražni igrani film Pismo ćaći. Poljak je režirao pet kratkometražnih filmova, od kojih tri u suradnji s Damirom Čučićem. Poljak je snimio (do Zagrebdoxa 2018.) više od pedeset kratkometražnih dokumentarnih i eksperimentalnih filmova, tri igrana filma i više od dvjesta reklamnih spotova.

## Filmografija
- Nova godina, produkcija Kinoklub Split, 198?, autor
- Geronimo je mrtav, produkcija Kinoklub Split, 198?, autor
- Gdje je Magdalena Kazimirovič (autor Zdravko Mustać)
- Ulični događaj braće Brkan (a. V. Zrnić)
- Mirila (a. V. Zrnić)
- Prijetvor Sokolara (a. Z. Mustać)
- More nad Splitom (a. D. Čučić)
- Ludar (a. Z. Mustać)
- Bića sa slika (a. D. Čučić)
- Dan pod Suncem (V. Zrnić) 75 min.
- Free Space (a.Damir Čučić)
- Nigredo (a. Z. Mustać)
- Rat za Harmgedon (a. Z. Mustać)
- Onkraj (koatuorstvo s D. Čučićem)
- Sinaj (a. Z. Mustać, 2003.)
- La strada (a. D. Čučić, 2004.)
- Arabeska (a. D. Čučić, 200.4)
- Osti (a. T. Šango, 2004.)
- Purgatorij (a. Z. Mustać, 2005.)
- Planktoni (a. Z.Mustać, 2005.)
- Stolac za ljuljanje (a. D. Čučić, 2005.)
- Splitski akvarel (2009.)
- Autofocus, 2013.
- Oni samo dolaze i odlaze

## Nagrade
- Dani hrvatskog filma, za snimateljski rad 2000., 2001., 2004. i 2005.
- Liburnia Film Festival;
- Liburnia Film Festival; nagrada za film “Autofocus“ - najbolji film po izboru žirija, montaža i kamera[2]
- Film Autofokus osvojio je brojne nagrade na međunarodnim festivalima, uključujući Grand Prix na festivalu u Karlovim Varima.[3]

## Vanjske poveznice
- Hrvatski filmski savez
- Boris Poljak u internetskoj bazi filmova IMDb-u (engl.)